# خربزه انگورفرنگی
خربزه انگورفرنگی (نام علمی: Cucumis myriocarpus) نام یک گونه از سرده خربزه است.